# Saisonbeginn
Die Kurzgeschichte „Saisonbeginn“ von Elisabeth Langgässer, die 1947 in „Der Torso“ veröffentlicht wurde, handelt von der Judenfeindlichkeit der Bewohner eines Kurortes, die durch das Aufstellen eines Schildes am Ortseingang zum Ausdruck gebracht wird. Die Geschichte ist der Literaturepoche der Trümmerliteratur zuzuordnen. 
In der Geschichte geht es hauptsächlich darum, einen Platz zu finden, an dem das Schild am besten zur Geltung kommt. 
Am Anfang der Geschichte wird der Kurort beschrieben, der in den Bergen liegt. Das ganze Dorf, welches kurz vor Saisonbeginn wichtige Vorbereitungen trifft, stellt sich auf die Touristen ein, die bald ankommen werden.
Da das Schild als Blickfang für alle Urlauber des Kurorts dienen soll, entscheiden die Arbeiter sich letztlich dafür, das Schild neben das Holzkreuz mit Christus zu stellen. Während die Arbeiter das Schild aufstellen, helfen ihnen Schulkinder, die vorbeikommen. Als das Schild dann aufgestellt ist, kommen Nonnen, Frauen und Herren vorbei. Den meisten von ihnen ist es egal, was auf dem Schild steht, oder sie amüsieren sich darüber. 
Am Ende der Geschichte steht das Schild. Alle drei Arbeiter schauen noch einmal zufrieden auf das Schild zurück, auf dem steht: „In diesem Kurort sind Juden unerwünscht“.

## Interpretationsansatz
Die Geschichte beschreibt zwar hauptsächlich nur das Aufstellen des Schildes, im Mittelpunkt stehen aber die Reaktionen der Bewohner des Kurortes; diese sind es, die sich nicht dagegen verwahren, dass die Arbeiter das Schild aufstellen.
Elisabeth Langgässer beschreibt dabei den Kurort in übertrieben schöner Weise, so dass dies den Kontrast zur „Hässlichkeit“ des Schildes und dessen Implikationen besonders herausstellt. Ein innerer Widerspruch ergibt sich auch daraus, dass der Kurort einerseits "jedem" offenstehen soll, andererseits Juden nun jedoch unerwünscht sind.
Die Aussage des Schildes wird noch tiefergehend problematisiert, da die Arbeiter es direkt neben einem Christuskreuz aufstellen wollen. An dieses Kruzifix ist Jesus geheftet, über ihm die Inschrift J.N.R.J, was auf Deutsch „Jesus von Nazareth, König der Juden“ bedeutet. Paradoxerweise müssen die Arbeiter aus Platzgründen das Schild so aufstellen, dass das Kreuz außerhalb des Kurortes, in dem Juden unerwünscht sind, zu stehen kommt: es wird damit zugleich auf pointierte Weise augenfällig, dass das Christentum mit seiner Lehre von Nächstenliebe und der Mitmenschlichkeit keinen Platz mehr an Orten hat, in denen bestimmte Menschengruppen als unerwünscht gelten.
Außerdem stellt die Autorin viele biblische Bezüge in ihrer Geschichte her, wie zum Beispiel mit der folgenden Textstelle:
"...luden von neuem den Pfosten auf ihre Schultern", auch Jesus trug das Kreuz (=Pfosten) auf den Schultern.
Ein weiterer, offensichtlicher Bezug ist die Tatsache, dass alle Beteiligten nichts gegen die Aufstellung des Kreuzes unternehmen.
Somit wissen sie eigentlich nicht, was für eine Paradoxie sie zulassen: Ein Schild, das den Juden verbietet, das Dorf zu betreten, direkt neben dem "König der Juden". So wird ein Bezug zu Lukas 23,34 hergestellt, in dem es wie folgt heißt: "Vater, vergib ihnen, denn sie wissen nicht was sie tun".

## Das Motiv der Judenfeindlichkeit
Der Schwerpunkt dieser Geschichte liegt auf den Reaktionen der Menschen auf das Schild und auf ihrer Judenfeindlichkeit.
Immerhin soll das Schild direkt am Anfang des Ortes ein Symbol für die Menschen sein. Auf diesem Schild befindet sich jedoch ein judenfeindlicher Satz, doch anstatt etwas dagegen zu sagen, ignorieren die Bewohner es, gehen verunsichert weiter oder lachen darüber.
Bei der Kurzgeschichte lassen sich Parallelen zum Leben von Elisabeth Langgässer ziehen, da sie „Halbjüdin“ war und ihre Tochter Jüdin. 
Langgässer kritisiert in „Saisonbeginn“ die heuchlerische Doppelmoral der Bewohner des Dorfes, die sich nach außen hin zwar als gute Christenmenschen präsentieren möchten, jedoch gleichzeitig Juden diskriminieren.